# Neudorf (Zülz)
Neudorf, polnisch Nowa Wieś Prudnicka ist eine Ortschaft in der Gemeinde Zülz (Biała) im Powiat Prudnicki (Kreis Neustadt O.S.) in der polnischen Woiwodschaft Oppeln.

## Geographie

### Geographische Lage
Das Straßendorf Neudorf liegt im Süden der historischen Region Oberschlesien. Der Ort liegt etwa sieben Kilometer östlich des Gemeindesitzes Zülz, etwa 16 Kilometer nordöstlich der Kreisstadt Prudnik und etwa 32 Kilometer südwestlich der Woiwodschaftshauptstadt Opole.
Neudorf liegt in der Nizina Śląska (Schlesische Tiefebene) innerhalb der Kotlina Raciborska (Ratiborer Becken).

### Nachbarorte
Nachbarorte von Neudorf sind im Westen Krobusch (Krobusz) und Ziabnik (Żabnik), im Norden Dambine (Dębina) und Ursulanowitz (Urszulanowice), im Osten Schartowitz (Czartowice) und im Südosten der Simsdorf (Gostomia).

## Geschichte

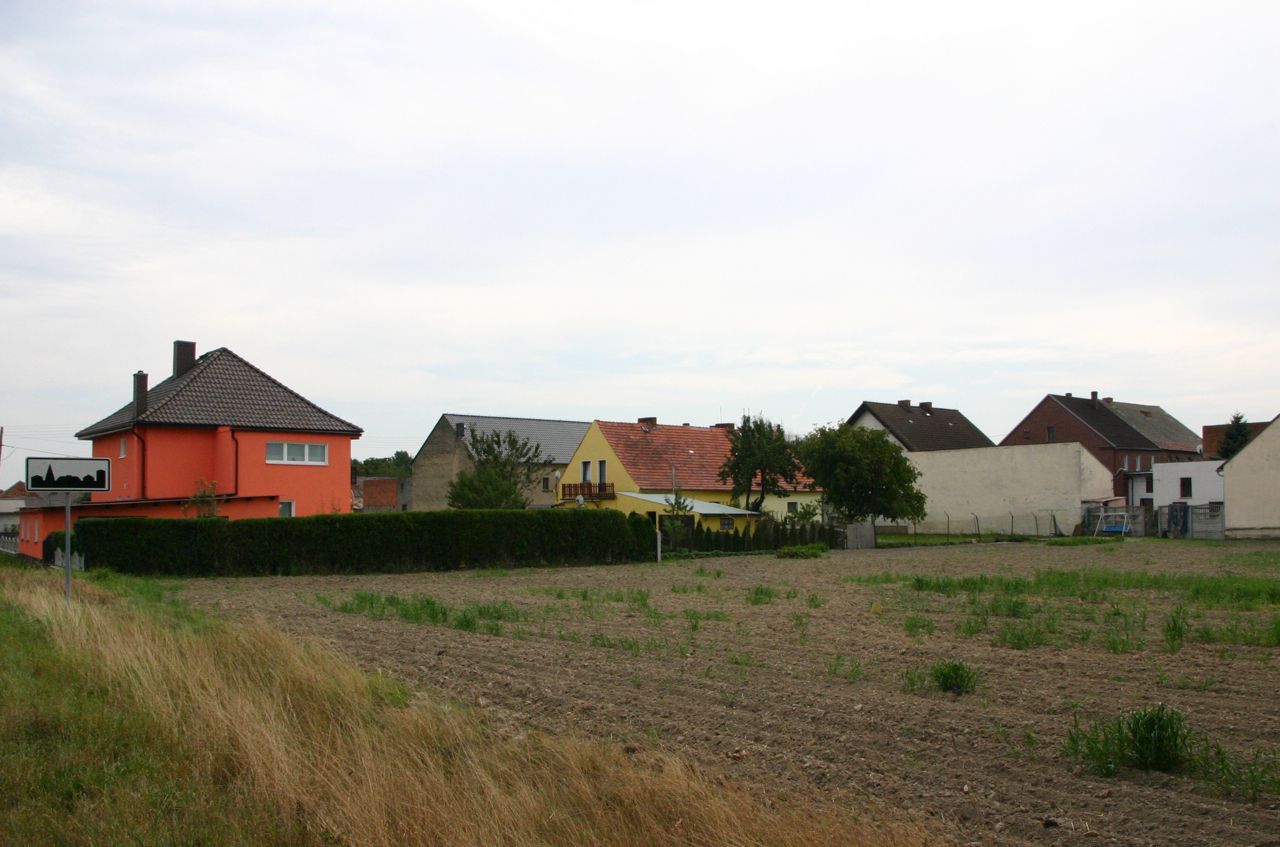
Blick auf Neudorf

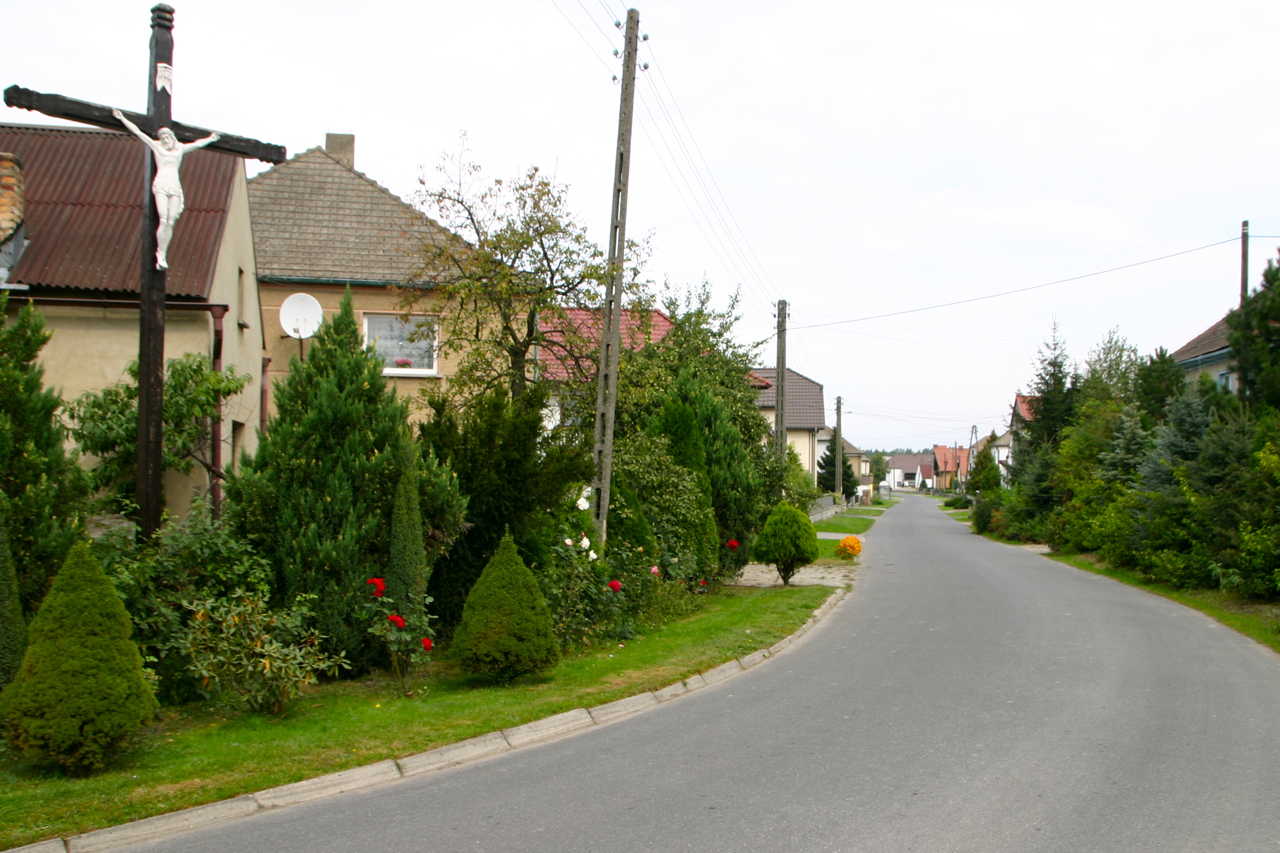
Ortsbild

Der Ort wurde 1300 gegründet und wurde urkundlich als „Nova Villa“ erwähnt.
Nach dem Ersten Schlesischen Krieg 1742 gelangte Neudorf mit dem größten Teil Schlesiens an Preußen.
Nach der Neuorganisation der Provinz Schlesien gehörte Neudorf ab 1816 zum Landkreis Neustadt O.S. im Regierungsbezirk Oppeln. 1845 zählte der Ort ein Vorwerk, eine Schankwirtschaft sowie weitere 24 Häuser. Im gleichen Jahr lebten in Neudorf 209 Menschen, allesamt katholisch. 1855 lebten 209 in Neudorf. 1865 bestanden im Ort 9 Gärtnerstellen und 19 Häuslerstellen. Eingepfarrt waren die Dorfbewohner nach Alt-Zülz und eingeschult nach Simsdorf. 1874 wurde der Amtsbezirk Chrzelitz I gegründet, welcher aus den Landgemeinden Cellin, Charlottenhof, Krobusch, Kujau, Moschen, Neudorf, Ober Czartowitz, Polnisch Rasselwitz, Ziabnik und Zowade und den Gutsbezirken Cellin, Krobusch, Kujau, Moschen, Neudorf, Ober Czartowitz, Polnisch Rasselwitz, Ziabnik und Zowade bestand. 1885 zählte Neudorf 290 Einwohner.
Bei der Volksabstimmung in Oberschlesien am 20. März 1921 stimmten 212 Wahlberechtigte für einen Verbleib bei Deutschland und 28 für Polen. Neudorf verblieb beim Deutschen Reich. 1933 lebten im Ort 348 Menschen. 1939 zählte Neudorf 341 Einwohner. Bis 1945 befand sich der Ort im Landkreis Neustadt O.S.
1945 kam der bisher deutsche Ort unter polnische Verwaltung und wurde in Nowa Wieś Prudnicka umbenannt und der Woiwodschaft Schlesien angeschlossen. 1950 kam der Ort zur Woiwodschaft Oppeln und seit 1999 gehört er zum Powiat Prudnicki. Am 6. März 2006 wurde in der Gemeinde Zülz, der Neudorf angehört, Deutsch als zweite Amtssprache eingeführt. Am 24. November 2008 erhielt der Ort zusätzlich den amtlichen deutschen Ortsnamen Neudorf.

## Sehenswürdigkeiten und Denkmale
- Denkmal für die Gefallenen beider Weltkriege
- Wegkreuze
- Bildstöcke
- Grotte

## Vereine
- Deutscher Freundschaftskreis
- Fußballverein LZS Nowa Wieś Prudnicka
- Freiwillige Feuerwehr OSP Nowa Wieś Prudnicka